# Бања Јунаковић
Бања Јунаковић се налази на 4,5 km од Апатина. Смештена на ободу истоимене парк-шуме.

## Карактеристике
Бањске воде су температуре до 50 º C и потичу са 700 m дубине.
Бања постоји од 1983. године. Архитекта Ђорђе Грбић је добио Награду "Борбе" за најбоље архитектонско остварење у Војводини те године.
У бањи постоји рехабилитационо-здравствени центар који омогућава лечење свих врста реуматизма, ортопедских и неуролошких обољења, гинеколошких обољења и брачног стерилитета.